# Urticaria acuagénica
La urticaria acuagénica, comúnmente llamada "alergia al agua", es una alergia que produce unos síntomas característicos.
Es una forma de urticaria física descrita infrecuentemente y que aparece como consecuencia de un breve contacto del agua (a cualquier temperatura) con la piel del enfermo induciendo localmente y de forma inmediata una erupción urticariana cuya morfología asemeja a la de la urticaria colinérgica.
Su patogénesis no está del todo clarificada. En estos pacientes se ha podido comprobar niveles de histaminemia y desgranulación de los mastocitos en las áreas provocadas con agua. Además, se han descrito pruebas cutáneas (intradérmicos) y de liberación de histamina de los basófilos positivos frente a un extracto de epidermis humana. Estos datos sugieren que los pacientes con urticaria acuagénica reaccionan a un antígeno(s), presente en la capa córnea epidérmica, que al solubilizarse con el agua difunde hasta los mastocitos de la dermis produciendo la liberación de histamina. En algunos casos puede inhibirse la respuesta cutánea al agua mediante el pretratamiento con atropina, lo que sugiere que en este tipo de reacción pueda también estar involucrada la acetilcolina.

## Manifestaciones clínicas
Se manifiesta por la aparición de habones pequeños de 1 a 3 milímetros con halo 4 eritematoso y prurito al cabo de 5 a 30 minutos de la exposición al agua, independientemente de su temperatura. Los episodios en general remiten espontáneamente al cabo de 15 a 30 minutos una vez dejas de estar expuesto a ella y se localizan preferentemente en el tercio superior del tórax, cuello y brazos. En general, los síntomas suelen ser leves y no se acompañan de manifestaciones sistémicas. En algunos casos se ha podido comprobar una tendencia familiar fatal.

## Diagnóstico
Se confirma mediante la aplicación de una compresa empapada con agua a 35 °C y mantenida en el tercio superior de la espalda durante unos 15 a 30 minutos, apareciendo las lesiones típicas a los pocos minutos.

## Diagnóstico diferencial
Debe hacerse con:
- El prurito acuagénico, entidad clínica en la cual el breve contacto con el agua produce un intenso prurito, pero que al contrario que la urticaria acuagénica, no se acompaña de lesiones visibles en la piel y se localiza generalmente en miembros inferiores.
- La urticaria colinérgica, en que las lesiones son similares, pero por el contrario en la acuagénica éstas no se desencadenan con el ejercicio, estrés o calor. No obstante, algunos pacientes pueden tener asociadas ambos tipos de urticaria.
- La urticaria afrigore, en que los habones pueden aparecer tras la exposición al agua fría, pero no al agua tibia o caliente.

## Tratamiento
En muchos casos no es necesario, pues las molestias son leves y autolimitadas, siendo bien toleradas por los pacientes. Si los síntomas son más intensos puede ser útil la administración de un antihistamínico (por ej.: terfenadina de 60 a 120 mg o hidroxicina de 25 mg) unas 2 a 3 horas antes de tomar el baño.
La protección de la piel mediante la aplicación previa de un aceite inerte o lanolina, puede permitir a estos enfermos realizar deportes acuáticos.